# Мадонна Ансидеи
«Мадонна Ансидеи» — одна из флорентийских мадонн Рафаэля Санти, написанная в период 1505—1507 годов.  В настоящее время находится в Лондонской национальной галерее. 

## Описание
На картине изображена Дева Мария, восседающая на высоком деревянном троне без подлокотников и с нереалистично крутыми ступенями с младенцем Иисусом на коленях. Она полностью поглощена чтением со своим сыном, доверительно прильнувшим к ней. Надпись над престолом Мадонны гласит: «Славься, Матерь Христова» (SALVE MATER CHRISTI). Справа от трона стоит Иоанн Креститель, задумчиво устремивший взгляд в небеса, слева — читающий Николай Чудотворец в епископском облачении. Изолированные фигуры Марии, Иоанна и Николая не взаимодействуют друг с другом, что было свойственно стилю художников умбрийской школы, в особенности Перуджино. На фоне изображён белый арочный свод и далёкий пейзаж за ним под голубым небом. У ног Святого Николая лежат три шара, которые могут символизировать Пресвятую Троицу или три мешка с золотом, которые он по преданию подбросил трём дочерям обнищавшего жителя Миры, чтобы спасти их от бесчестья. 
Мадонна Ансидеи, написанная под сильным влиянием умбрийской школы, заметно отличается от рафаэлевских Мадонн римского периода, с более естественными позами Марии, Христа и Иоанна Крестителя, однако уже в этой работе двадцатитрёхлетний мастер демонстрирует тонкое чувство стиля и композиции, достигая совершенного исполнения всех мельчайших деталей и смело используя насыщенный тон для достижения нужного эффекта.
Джон Раскин считал картину одной из величайших в истории живописи и самим воплощением христианских идеалов. К главным её достоинствам он относил безупречное исполнение, выдержавшее испытание веками; реалистичную нежность золотых тонов; умиротворённость персонажей, акцентирование их духовной природы, а не внешности; радостное спокойствие, излучаемое картиной, лишённое негативных коннотаций.

## История

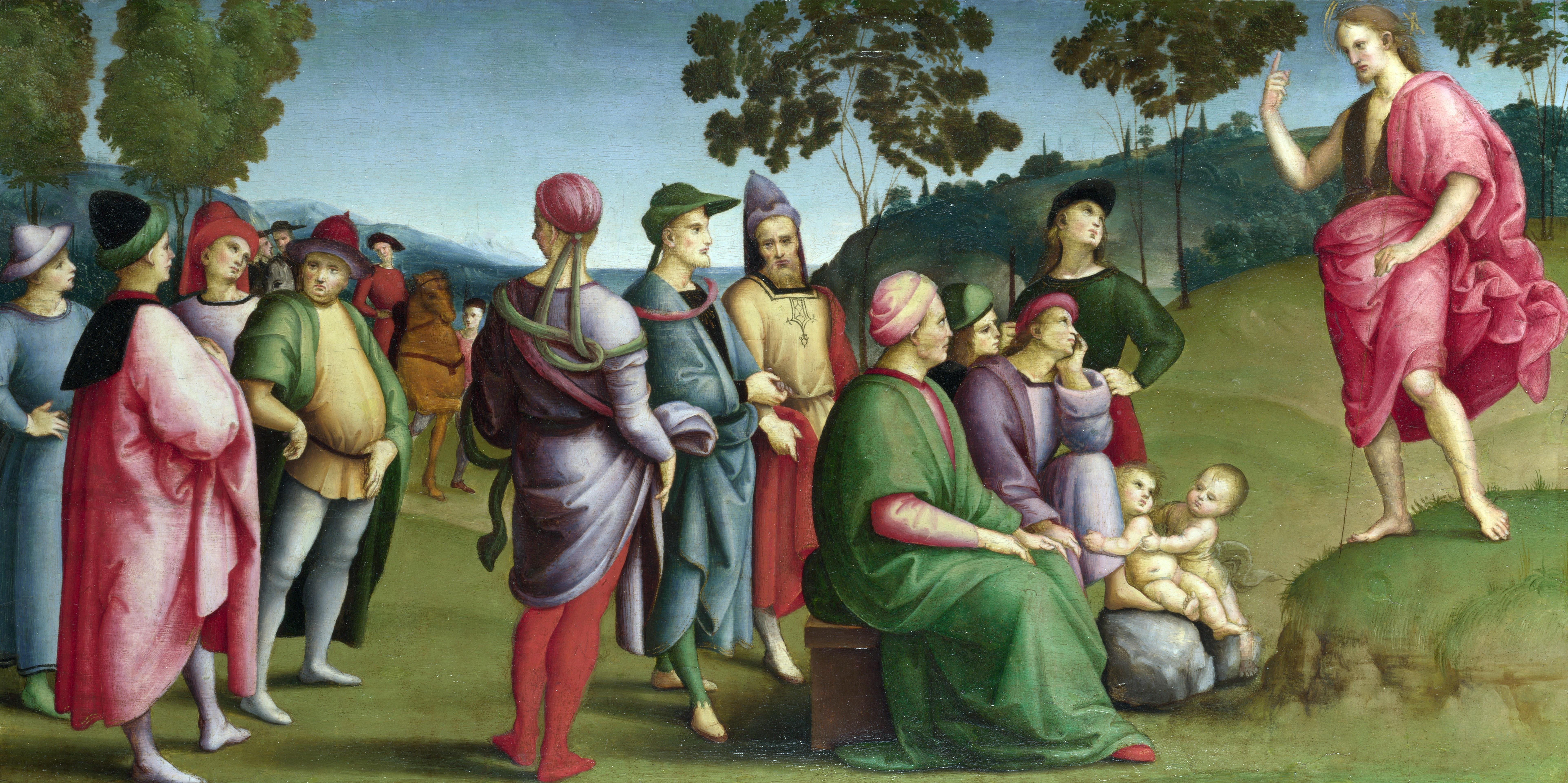
Проповедь Иоанна Крестителя на сохранившейся пределле к Мадонне Ансидеи. Лондонская национальная галерея

Никколо Ансидеи заказал Рафаэлю алтарную картину «Мадонна и младенец со Святым Иоанном Крестителем и Святым Николаем Барийским» с тремя пределлами для своей семейной капеллы Святого Николая церкви Сан-Фьоренцо в Перудже. До наших дней сохранилась лишь одна пределла — «Проповедь Иоанна Крестителя», которая размещалась под фигурой Иоанна и в настоящее время находится вместе с Мадонной Ансидеи в Лондонской национальной галерее. Две утраченные пределлы изображали обручение Девы Марии и одно из чудес Святого Николая, располагаясь, соответственно, под каждым из персонажей.
Датировка картины оставляет некоторые вопросы. Первоначально считалось, что она была начата в 1505 году, на основе стиля Рафаэля того времени, находившегося под сильным влиянием Перуджино. Более тщательное изучение перенесло дату на 1507 год, и ныне считается, что работа над картиной велась в течение всего периода 1505—1507 годов.
Капелла семейства Ансидеи была разобрана во время реконструкции церкви Сан-Фьоренцо в 1763 году. Позднее капеллу восстановили, и в настоящее время в ней находится копия Мадонны Ансидеи XIX века. Оригинал приобрёл лорд Роберт Спенсер в 1764 году за нераскрытую, но, очевидно, крупную сумму денег для своего брата Джорджа Спенсера, четвёртого герцога Мальборо. Хранившуюся в Бленхеймском дворце, одном из самых роскошных зданий в Европе и резиденции герцога Мальборо, картину иногда называли «Бленхеймской Мадонной».
В 1875 году восьмой герцог Мальборо Джордж Чарльз Спенсер-Черчилль продал Мадонну Ансидеи Лондонской национальной галерее за 75000 фунтов стерлингов (по другим сведениям — за 70000 фунтов стерлингов, то есть примерно 350000 долларов), что в три раза побило рекорд стоимости за картину того времени, в основном, из-за редкости картин Рафаэля в зарубежных галереях.